# Rue Berri

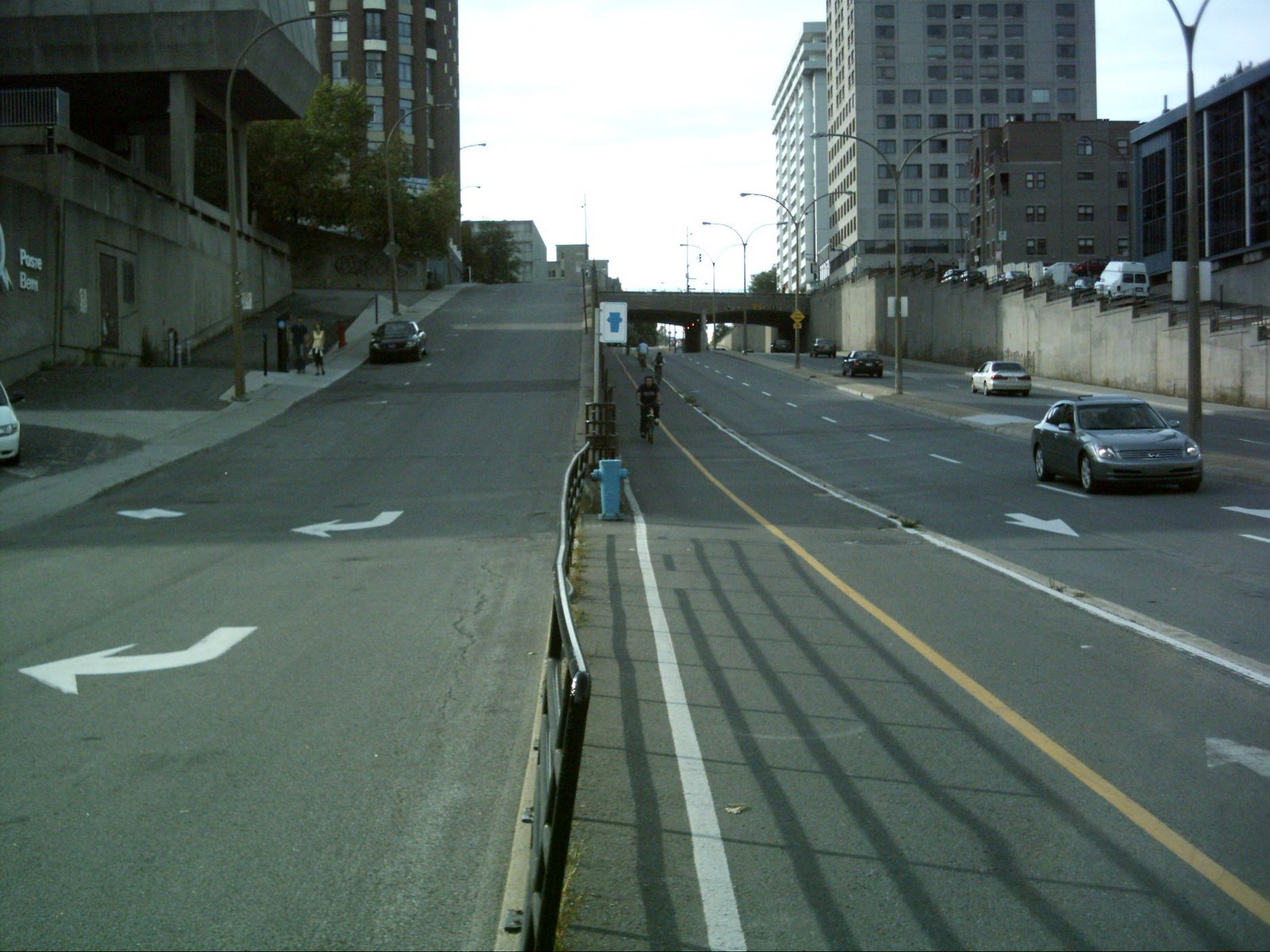
Intersection des rues Berri et Sherbrooke à Montréal. On remarque le viaduc, la desserte, la piste cyclable. Vue du sud vers le nord.

La rue Berri à Montréal est une voie située à l'est de la rue Saint-Denis. 

## Situation et accès
Orientée nord-ouest / sud-est, abstraction faite d'une interruption entre le boulevard Rosemont et la rue Jean-Talon, la rue Berri s'étend de la rue de la Commune au sud jusqu'à la rue Somerville au nord. 
De plus :
- Un tronçon de la ligne orange du métro de Montréal y passe en dessous, des stations Berri-UQAM à Henri-Bourassa.
- Elle comporte 2 voies dans les 2 sens dans sa partie la plus au sud : de la rue de la Commune jusqu'à la rue Roy, au nord de la rue Sherbrooke. Elle devient ensuite une rue à sens unique nord/sud.
- Elle comporte une piste cyclable de la rue de la Commune jusqu'à la rue Cherrier.

- Elle passe sous deux viaducs : sous la rue Notre-Dame et sous la rue Sherbrooke, mais les voies de droite (ou dessertes) rejoignent chacune de ces artères.
- Le Lieu historique national de Sir-George-Étienne-Cartier se trouve à l'angle de la rue Notre-Dame
- La Grande Bibliothèque longe la rue Berri et y a son jardin.

## Historique
Le tronçon le plus ancien de la rue Berri apparaît au début des années 1690 lorsque le Séminaire de Saint-Sulpice trace  un passage qui conduit au fleuve » qui prendra plus tard le nom de « rue Saint-Gilles ». 
Au tournant du XIXe siècle, on ouvre une petite voie connue sous le nom de ruelle Guy dans l'axe de la rue Saint-Gilles, entre les rues Saint-Louis et Saint-Antoine. À partir du 13 août 1818, cette ruelle prend le nom de rue Berry. Ce nom pourrait venir de Simon Després dit Le Berry. Engagé à La Flèche en 1653, il est tué par les Iroquois en 1663; il était propriétaire d'une terre bornée à l'ouest par un des segments de la rue. Au début du XIXe siècle, on nomme toujours cette terre la Berry. 
La rue Berri prend sa forme actuelle lorsque, en 1895, on exproprie des terrains pour la construction de la gare Viger. Cette opération permet de prolonger la rue Berri jusqu'à la rue de la Commune en y intégrant la rue Saint-Gilles.
Chef d'orchestre Yannick Nézet-Séguin est honoré par une fresque murale de l'organisme MU à 10401, rue Berri.

## Source
- Ville de Montréal. Les rues de Montréal. Répertoire historique. Montréal, Méridien, 1995, p. 78-79